# Kinga Göncz
Kinga Göncz, född 8 november 1947 i Budapest, är en ungersk akademiker och politiker.
Kinga Göncz är dotter till Árpád Göncz som var Ungerns president 1990–2000. Hon har studerat vid Semmelweis universitet i Budapest och har en examen i psykiatri.
Mellan 2006 och 2009 var Göncz Ungerns utrikesminister. Vid Europaparlamentsvalet 2009 blev hon invald som ledamot från Ungerns socialistiska parti och satt som parlamentsledamot fram till 30 juni 2014.